# NHK津放送局
NHK津放送局（エヌエイチケイつほうそうきょく）は、三重県を放送対象地域とする日本放送協会（NHK）の地域放送局。総合テレビとFM放送で県域放送を行っている。

## 沿革
- 1940年（昭和15年）9月1日 - 名古屋中央放送局津出張所開設（この日を開局日としている）。受信機相談および料金業務などを行う[1]。
- 1942年（昭和17年）10月15日 - 上野臨時放送所を設置（呼出符号なし）。電波管制による措置として、100Wで県下初のラジオ第1放送の電波を発射[1]。
- 1945年（昭和20年）10月26日 - 上野臨時放送所、上野中継放送所に改称。
- 1946年（昭和21年）9月1日 - 上野中継放送所に呼出符号JOCK4割り当て。
- 1948年（昭和23年）5月1日 - 津出張所、津支局に改称。
- 1948年（昭和23年）7月1日 - 上野中継放送所の呼出符号JOCTに変更。
- 1950年（昭和25年）3月3日 - 津市大門町に局舎を新築、落成式を挙行[2]。
- 1951年（昭和26年）7月1日 - 津支局、津放送局に改称（送信施設なし）[1]。
- 1970年（昭和45年）4月6日 - FMラジオ放送（呼出符号JONP-FM）開局[3]。
- 1973年（昭和48年）
  - 3月6日 - 津市丸之内養正町に新築された津放送会館に移転。
  - 4月2日 - 総合テレビ（呼出符号JONP-TV）で県域ローカルの番組を開始[4]。先行開局していた三重県内の総合テレビ中継局を名古屋局から移管（教育テレビは引き続き名古屋局管轄）。
- 2005年（平成17年）4月1日 - 三重テレビとともに地上デジタル放送開始（津市に教育テレビの送信所を新設）。特別番組を共同制作。愛知・岐阜両県でも放送。
- 2011年（平成23年）7月24日 - アナログ放送終了。翌日午前0時までに完全停波。
- 2017年（平成29年）11月6日 - FM放送が終日ステレオ放送となった。
- 2020年（令和2年）12月25日 - 津市広明町にあった旧三重県立博物館[注 1]跡地の売却契約を締結。これにより津放送会館の移転新築が予定されている[5][6][7]。
- 2021年（令和3年）1月22日 - 旧三重県立博物館跡地の用地を三重県から取得[8]。
- 2023年（令和5年）
  - 4月1日 - 令和改革により、部制（放送部・営業推進部等）からセンター制に見直され、コンテンツセンター、経営管理企画センターへ再編された。
  - 4月3日 - 名古屋局と岐阜局との合同キャンペーンとして「I LOVE 東海」を開始している[9]。
  - 5月29日 - NHKプラスで地域向けのテレビ番組の見逃し配信が開始[10]。

## チャンネル・周波数
- 太字は親局、それ以外はすべて中継局。

### デジタルテレビ
総合テレビ （リモコンキーID：3）

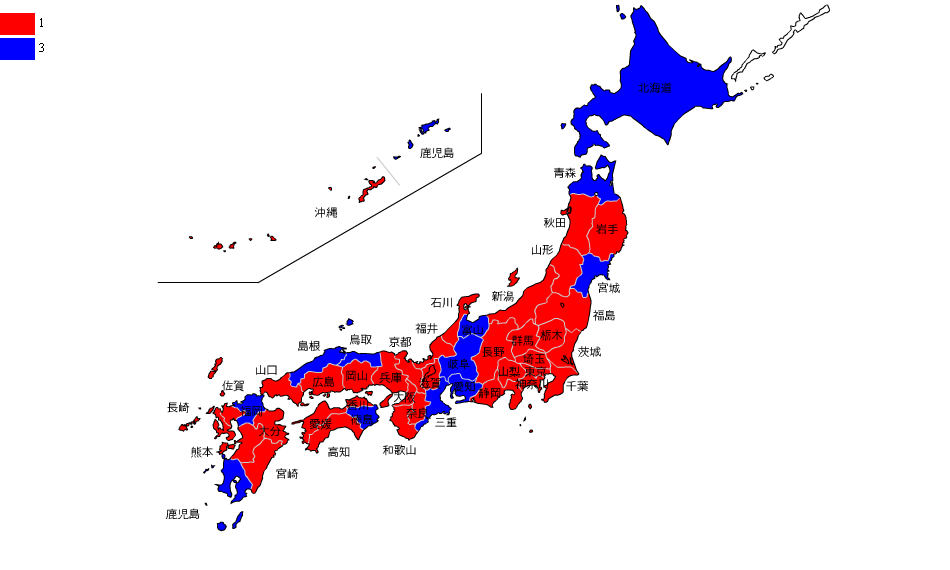
NHK総合のリモコンキーID

- フジテレビ系列の東海テレビ放送が名古屋のアナログ親局1chを踏襲したため、名古屋局の総合のアナログ親局に合わせ『3』となった（岐阜局総合も同様）。
- 津 28ch JONP-DTV 500W
- 菰野 32ch 1W
- 桑名 32ch 3W
- 伊勢 29ch 10W
- 名張 47ch 10W
- 尾鷲 32ch 10W
- 熊野 29ch 3W
- 磯部 28ch 1W
- 鳥羽 28ch 1W
- 南勢 23ch 1W
- 北勢 32ch 3W
- 紀宝成川 29ch 300mW
- 紀宝神ノ内 45ch 300mW
- 大王船越北 50ch 50mW
- 伊賀 47ch 3W
- 島ヶ原 39ch 50mW

Eテレ （リモコンキーID：2）
- 津 44ch 50W
- 伊勢 13ch 10W
- 名張 33ch 10W
- 尾鷲 13ch 10W
- 熊野 33ch 3W
- 磯部 30ch 1W / 48ch 3W（デジタル混信対策局）
- 鳥羽 44ch 1W
- 南勢 13ch 1W
- 北勢 44ch 3W
- 紀宝成川 33ch 300mW
- 紀宝神ノ内 47ch 300mW
- 大王船越北 52ch 50mW
- 伊賀 33ch 3W
- 島ヶ原 44ch 50mW

### FM放送
- 津 81.8MHz JONP-FM 3kW
- 名張 84.4MHz 100W
- 尾鷲 84.5MHz 100W
- 熊野 84.9MHz 10W（垂直偏波）
- 志摩磯部 82.8MHz 100W
- 鳥羽 84.7MHz 1W（垂直偏波）
- 尾鷲輪内 84.7MHz 1W
- 大紀大宮 84.1MHz 10W
- 大台宮川 81.4MHz 1W

### ラジオ第1放送
- 尾鷲 1161kHz 100W
- 熊野 1368kHz 100W
- 伊賀上野 1161kHz 100W

### ラジオ第2放送
- 尾鷲 1539kHz 100W
- 熊野 1602kHz 100W

### アナログテレビ
総合テレビ
- 津 31ch JONP-TV 映像5kW/音声1.25kW
- 桑名 41ch 映像30W/音声7.5W
- 菰野 45ch 映像3W/音声750mW
- 伊勢 53ch 映像100W/音声25W
- 名張 52ch 映像100W/音声25W
- 尾鷲 4ch 映像100W/音声25W
- 熊野 3ch 映像10W音声2.5W（垂直偏波）
- 磯部 51ch 映像10W/音声2.5W
- 鳥羽 2ch 映像1W/音声250mW（垂直偏波）
- 南勢 54ch 映像10W/音声2.5W
- 北勢 54ch 映像30W/音声7.5W
- 紀宝相野谷 52ch 映像3W/音声750mW
- 紀宝神ノ内 56ch 映像3W/音声750mW
- 大王船越北 36ch 映像100mW/音声25mW
- 伊賀 38ch 映像30W/音声7.5W
- 島ヶ原 47ch 映像1W/音声250mW

教育テレビ
- 伊勢 49ch 映像100W/音声25W
- 名張 50ch 映像100W/音声25W
- 尾鷲 12ch 映像100W/音声25W
- 熊野 9ch 映像10W音声2.5W（垂直偏波）
- 磯部 48ch 映像10W/音声2.5W
- 鳥羽 12ch 映像1W/音声250mW（垂直偏波）
- 南勢 50ch 映像10W/音声2.5W
- 北勢 46ch 映像30W/音声7.5W
- 紀宝相野谷 50ch 映像3W/音声750mW
- 紀宝神ノ内 58ch 映像3W/音声750mW
- 大王船越北 34ch 映像100mW/音声25mW

### 補足
- リモコンキーIDはEテレは全国共通の「2」を使うが、総合に関しては「1」ではなく「3」を使用している。理由としては、親局のアナログ1chが民放（三重県・愛知県・岐阜県の東海3県ではフジテレビ系列の東海テレビ放送）であり、そのような地域は全て当該民放がリモコンキーID「1」を選択していることが挙げられこの場合、NHK総合は「3」となっている。
- 教育テレビとラジオ第1放送・第2放送は名古屋放送局（JOCK・JOCB）からカバー・中継されている[注 2]。ただし、伊賀地方のラジオ第2は、大阪放送局（呼出符号JOBB 周波数828KHz）の放送エリアとなっている[要出典]。
- FM放送は2017年11月6日より終日ステレオ放送となった。それまではローカルニュースになるとモノラルであった。

## 支局
- 四日市
- 伊勢
- 尾鷲

## 主な津放送局制作番組
太字はNHKプラスの「ご当地プラス」において見逃し配信を実施している番組。

### 現在
いずれも祝日は放送休止となる。
- まるっと!みえ（平日 18:30 - 19:00）

※NHK名古屋放送局では『まるっと!』を引き続き放送（平日 18:10 - 18:59 うち18:30までは東海3県共通内容）する。
- みえDE川柳（FM 毎月最終金曜日  18:00 - 18:50）
- ニュース・気象情報・お知らせ（FM 平日 18:50 - 19:00）

※土日祝日・年末年始は、名古屋局からの放送となる。

### 過去
総合テレビ
- NHK津640（1976年4月5日 - 1982年4月2日）
- NHK津630（1982年4月5日 - 1988年4月1日）
- ヤアになる日〜鳥羽・答志島パラダイス〜[11]
- ニュースみえ
- ちょこっと!みえ（平日 11:50 - 12:00）

※2024年度までは平日11:57 - 12:00の気象情報は、県内ローカルだったが、2025年度より「東海3県＋静岡県の気象情報」（名古屋発）に変更された。
FM
- 夕べのひととき
- FMリクエストアワー

BSプレミアム
- 三重発地域ドラマ ラジカセ（2016年12月21日、名古屋局と共同制作）[12][13][14]

## アナウンサー・キャスター
| 氏名           | 前任地                  | 担当番組                                                    | 備考                       |              |
| アナウンサー   | アナウンサー            | アナウンサー                                                | アナウンサー               | アナウンサー |
| -------------- | ----------------------- | ----------------------------------------------------------- | -------------------------- | ------------ |
| 藤崎弘士*      | ラジオセンター          | アナウンスグループ統括 みえDE川柳                           | 津市出身                   |              |
| 橋爪秀範*      | 富山                    | 三重県のニュース （FM・不定期） まるっと!みえ（キャスター） | 津市出身                   |              |
| 小川浩司       | 鳥取                    | まるっと!みえ （キャスター）                                |                            |              |
| 契約キャスター |                         |                                                             |                            |              |
| 太田磨理       | 大津 （契約キャスター） | まるっと!みえ （キャスター）                                | 津市出身                   |              |
| 高橋美帆       |                         | まるっと!みえ （キャスター） みえDE川柳                     | 愛知県 江南市出身          |              |
| 秋田紗千加     | 奈良 （記者）           | まるっと!みえ （スポーツキャスター・隔週） みえDE川柳       | 静岡県 静岡市出身          |              |
| 気象予報士     |                         |                                                             |                            |              |
| 親見麗菜       |                         | まるっと!みえ                                               | オフィス気象キャスター所属 |              |